# Патриархат Вест-Индии
Патриархат Западной Индии (лат. Patriarchatus Indiarum Occidentalium) — титулярный патриархат Римско-Католической церкви. После смерти последнего титулярного ординария Леопольда Эйхо-и-Гарая в 1963 году является вакантным. 
В настоящее время один из пяти епископов Римско-католической Церкви латинского обряда, носящих титул патриарха, более характерный для Восточных Церквей (Православия и Восточнокатолических церквей).  Другими являются Патриарх Лиссабона, Патриарх Иерусалима (католический), Патриарх Восточной Индии и Патриарх Венеции.

## История
Патриархат Западной Индии был образован Римским папой Климентом VII 11 мая 1524 года. Ранее кастильский король Фернандо V обратился к Римскому папе Льву X с просьбой образовать на открытых испанцами американских землях отдельную церковную структуру. Карл V и Римский папа Климент VII договорились, что будет основан почётный патриархат без духовенства и юрисдикции. Стороны пришли к соглашению, что Святой Престол будет иметь право назначать патриархом определённого испанского епископа только при согласии испанского монарха. Патриарху Западной Индии было предписано проживать только в Европе. Первым титулярным патриархом стал епископ Паленсии и архиепископ Гранады Антонио де Рохас.
После смерти архиепископа Гранады патриарха Фердинанда Ниньо де Гевары в 1552 году Патриархат Западной Индии оставался вакантным до 1591 года, когда патриархом был назначен архиепископ Мехико Педро Мойя де Контрерас, который фактически проживал только в Испании. В 1602 году король Филипп III отказался от полной юрисдикции над Патриархатом Западной Индии и Патриархат стал титулярным.

## Объединение с военным викариатом
В 1705 году патриарх Карлос де Борха Сентельяс был назначен Святым Престолом генеральным викарием испанской армии. В 1736 году Римский папа Климент XII объединил на семилетний срок генеральное викариатство испанской армии с Патриархатом Западной Индии. В 1762 году произошло окончательное объединение этих структур декретом Римского папы Климента XIII.
В 1933 году Патриарх Рамон Перес Родригес был назначен епископом епархии Кадиса и Сеуты. Республиканское правительство Второй Испанской Республики отменило военный ординариат Испании и Патриархат оставался вакантным. Во время Гражданской войны в Испании военный ординариат был воссоздан и его ординарием стал архиепископ Толедо Исидро Гома-и-Томас. В 1940 году Исидро Гома-и-Томас умер и на его место был назначен вспомогательный епископ архиепархии Толедо Грегорио Модрего, который в 1942 году стал епископом Барселоны.
В 1946 году Патриархом Западной Индии был назначен Леопольдо Эйхо-и-Гарай без права руководить генеральным викариатством испанской армии. После смерти Леопольдо Эйхо-и-Гарая Патриархат Западной Индии является вакантным.

## Список патриархов
- патриарх Антонио Рохас Манрике[1] † (11 мая 1524 — 27 июня 1527, до смерти);
- патриарх Эстебан Габриэль Мерино[2] † (2 сентября 1530 — 28 июля 1535, до смерти);
- патриарх Фернандо Ниньо де Гевара[3] † (8 октября 1546 — 16 сентября 1552, до смерти);
- патриарх Антонио де Фонсека, O.S.A. † (menzionato nel 1554)[4]
- патриарх Педро Мойя де Контрерас † (15 января 1591 — 7 декабря 1591, до смерти);[5]
- патриарх Хуан Гусман † (15 ноября 1602 — 1605, до смерти);
- патриарх Хуан Баутиста Асеведо Муньос[6] † (16 января 1606 — 8 июня 1608, до смерти);
- патриарх Педро Мансо † (10 ноября 1608 — 1609, до смерти);
- патриарх Диего Гусман де Харос[7] † (14 марта 1616 — 15 сентября 1625 — назначен архиепископом Севильи);
- патриарх Андрес Пачеко[8] † (6 октября 1625 — 7 апреля 1626, до смерти);
- патриарх Альфонсо Перес де Гусман[7] † (17 мая 1627 — перед 22 декабря 1670, до смерти);
- патриарх Антонио Манрике де Гусман[7] † (22 декабря 1670 — 26 февраля 1679, до смерти);
- патриарх Антонио де Бенавидес-и-Басан[7] † (8 мая 1679 — 22 января 1691, до смерти);
- патриарх Педро Портокарреро-и-Гусман[7] † (12 ноября 1691 — 1705, до смерти);
- кардинал Карлос де Борха-и-Сентельяс † (3 октября 1708 — 8 августа 1733, до смерти);
- кардинал Альваро Эухенио де Мендоса Кааманьо-и-Сотомайор † (20 января 1734 — 23 января 1761, до смерти);
- кардинал Бонавентура де Кордоба Эспинола де ла Серда † (6 апреля 1761 — 6 мая 1777, до смерти);
- кардинал Франсиско Хавьер Дельгадо Бенегас † (30 марта 1778 — 10 декабря 1781, до смерти);[9]
- патриарх Каэтано де Адсор-и-Парес † (25 февраля 1782 — 12 июля 1782, до смерти);
- патриарх Мануэль Вентура де Фигероа † (16 декабря 1782 — 3 апреля 1783, до смерти);
- кардинал Антонио Сентменат-и-Кастелья † (25 июня 1784 — 14 апреля 1806, до смерти);
- патриарх Рамон Хосе де Арсе Ребольяр-и-Урибарри † (26 августа 1806 — 7 июля 1815, в отставке);
- кардинал Франсиско Антонио Себриан-и-Вальда (10 июля 1815 — 8 февраля 1820);
- патриарх Антонио Альюэ-и-Сесе † (8 января 1821 — 17 мая 1842, до смерти);
  - вакантно (1842—1847);
- патриарх Антонио Посада Рубьин де Селис † (17 декабря 1847 — 22 ноября 1851, до смерти);
- патриарх Томас Иглесиас Барконес † (27 сентября 1852 — 9 мая 1874, до смерти);
  - вакантно (1874—1875);
- кардинал Франсиско де Паула Бенавидес-и-Наваррете, O.S. † (5 июля 1875 — 13 мая 1881 — назначен архиепископом Сарагосы);
- патриарх Хосе Морено-и-Масон † (18 ноября 1881 — 27 марта 1885 — назначен архиепископом Гранады);
- кардинал Сеферино Гонсалес-и-Диас Туньон, O.P. † (27 марта 1885 — 15 января 1886 — назначен архиепископом Севильи);
- кардинал Мигель Пайя-и-Рико † (7 июня 1886 — 25 декабря 1891, до смерти);
- кардинал Антолин Монескильо-и-Висо[10] † (11 апреля 1892 — 11 августа 1897, до смерти);
- кардинал Блаженный Кириак Мария Санча-и-Эрвас † (24 марта 1898 — 26 февраля 1909, до смерти);
- кардинал Грегорио Мария Агирре-и-Гарсия, O.F.M. † (29 апреля 1909 — 10 октября 1913, до смерти);
- кардинал Викториано Гисасола-и-Менендес[11] † (1 января 1914 — 2 сентября 1920, до смерти);
- патриарх Хайме Кардона-и-Тур † (9 декабря 1920 — 6 января 1923, до смерти);
- патриарх Хулиан де Диего Гарсия Альколеа † (27 июля 1923 — 8 октября 1925 — назначен архиепископом Сантьяго-де-Компостелы);
- патриарх Франсиско Муньос Исквиэрдо † (14 декабря 1925 — 18 апреля 1930, до смерти);
- патриарх Рамон Перес-и-Родригес † (30 июня 1930 — 28 января 1937, до смерти);
  - вакантно (1937—1946);
- патриарх Леопольдо Эйхо-и-Гарай † (21 июля 1946 — 31 июля 1963, до смерти);
  - вакантно (с 1963).

## Источник
- Annuario Pontificio, Ватикан, 1940[источник не указан 4962 дня]
- Konrad Eubel, Hierarchia Catholica Medii Aevi, vol. 3, стр. 213; vol. 4 Архивная копия от 4 октября 2018 на Wayback Machine, стр. 209; vol. 5, стр. 228; vol. 6, стр. 243—244  (лат.)